# Telogmometopius obsoletus
Telogmometopius obsoletus är en insektsart som beskrevs av Jacobi 1921. Telogmometopius obsoletus ingår i släktet Telogmometopius och familjen spottstritar. Inga underarter finns listade i Catalogue of Life.